# Geophaps
Geophaps is een geslacht van vogels uit de familie duiven (Columbidae).

## Soorten
Het geslacht kent de volgende soorten:
- Geophaps plumifera – Spinifexduif
- Geophaps scripta – Bonte kwartelduif
- Geophaps smithii – Naaktoogkwartelduif